# Charles de Condren

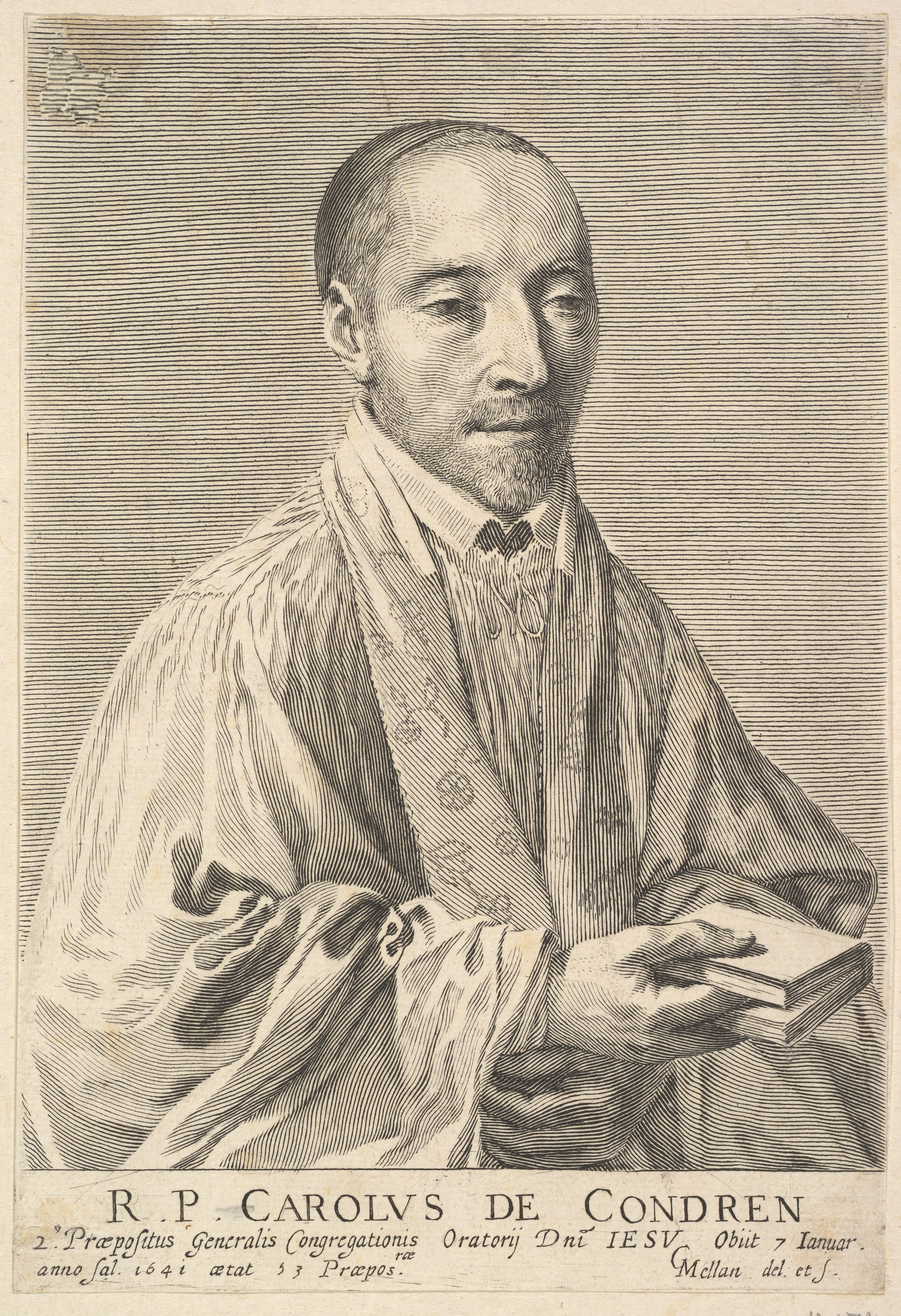
Charles de Condren

Charles de Condren (* 15. Dezember 1588 in Vauxbuin bei Soissons, Frankreich; † 7. Januar 1641 in Paris) war ein französischer katholischer Priester und Nachfolger von Pierre de Bérulle als Generalsuperior des Französischen Oratoriums.

## Leben
Charles de Condren wurde 1614 zum Priester geweiht und trat im Jahr 1617 dem Oratorium bei. In den Folgejahren war er an den Gründungen diverser Oratorien und Priesterseminaren beteiligt. Nach dem Tod Kardinals de Bérulle im Jahr 1629 wurde er der zweite Generalsuperior des Französischen Oratoriums (Congregatio Oratorii Jesu et Mariae Immaculatae) und trug wesentlich zur Ausbreitung und organisatorischen Festigung des Werkes bei. Er war eine der führenden Persönlichkeiten der École française de spiritualité, sein Hauptwerk L’Idée du sacerdoce et du sacrifice de Jésus-Christ gilt als eines der wichtigsten Werke dieser Schule. Er war Beichtvater und Seelenführer von Jean-Jacques Olier und führte ihn in die École française de spiritualité ein. Er schlug die Erzbistümer Reims und Lyon sowie den Kardinalshut aus. Zusammen mit dem Oratorium setzte er sich gegen den Jansenismus ein und war Mitgründer der Compagnie du Saint-Sacrement.

## Werke
- Discours et Lettres. Paris, 1664.
- L’Idée du sacerdoce et du sacrifice de Jésus-Christ. Paris 1691 (2 Bde.) (Das Priesterthum und das Opfer Jesu Christi in ihrer Bedeutung. Verlag von G. Joseph Manz, Regensburg 1847)
- Lettres. Bruxelles 1655. Digitalisat (unvollständig)
- Geistliche Briefe. Übertragen und eingeleitet von Berta Kiesler. 2. Auflage, Herder, Freiburg 1947.